# Primarias del Partido Demócrata de 2008 en Míchigan
Las primarias presidenciales demócratas de Míchigan de 2008 se llevaron a cabo el 15 de enero de 2008. Originalmente, el estado tenía 156 delegados en juego que debían ser otorgados de la siguiente manera: 83 delegados debían ser otorgados según el ganador en cada uno de los 15 distritos congresionales de Míchigan, mientras que 45 delegados adicionales serían otorgados al ganador estatal. Veintiocho delegados no comprometidos, conocidos como superdelegados, inicialmente podían emitir sus votos en la Convención Nacional Demócrata en Denver, Colorado.
Sin embargo, el Comité Nacional Demócrata (DNC) determinó que la fecha de las Primarias Demócratas de Míchigan violó las reglas del partido y finalmente decidió sancionar al estado, despojándole de todos los 156 delegados y negándose a colocarlos en la convención. A pesar de esto, la Corte Suprema de Míchigan dictaminó que las primarias podrían continuar según lo programado. El Comité de Reglas y Estatutos del DNC se reunió más tarde el 31 de mayo de 2008 y acordó sentar a todos los delegados de Míchigan y cada delegado recibió la mitad de un voto. Como resultado de este compromiso, Míchigan tuvo 78 votos en la convención. El 24 de agosto se restableció el pleno derecho de voto de los delegados.

## Eventos pre-primaria y sondeos
Los Demócratas de Míchigan movieron su fecha para el 15 de enero en un esfuerzo para incrementar la influencia estatal en el proceso de nominación del candidato presidencial. Ellos dijeron que las asambleas de Iowa y las primarias de Nuevo Hampshire injustamente dominaron el proceso de selección. Las reglas del partido democrático prohíbe que los estados hagan sus primarias o asambleas antes del 5 de febrero excepto por Iowa, Nuevo Hampshire, Nevada, y  Carolina del Sur. El 1.º de diciembre de 2007, el Comité Nacional Demócrata. Míchigan enviaría normalmente sus 156 delegados. Un caso similar pasó en Florida.

## Resultados
Al 17 de enero, 02:09 AM EST, 100% de los votos contados:
| Candidato            | Votes   | %    | Delegados |
| -------------------- | ------- | ---- | --------- |
| Hillary Clinton      | 328.151 | 55%  | 0         |
| Indecisos            | 236.762 | 40%  | 0         |
| Dennis Kucinich      | 21,708  | 4%   | 0         |
| Chris Dodd*          | 3.853   | 1%   | 0         |
| Mike Gravel          | 2.363   | 0%   | 0         |
| Votos a un candidato |         |      | 0         |
| Total                | 592.798 | 100% | 0         |

*El candidato se ha retirado antes de las primarias.
En la mañana del 15 de enero, CNN proyectó la victoria para Hillary Clinton.
Después de las primarias, el Comité Nacional Demócrata de Mujeres Debbie Dingell, quien ha sido la líder en mover las primarias de Míchigan para el 15 de enero, defendió sus acciones, diciendo que empezaría una rebelión en Míchigan en contra de las reglas del Comité Nacional Demócrata para cambiar el proceso de las primarias, para que así Nuevo Hampshire y Iowa no sean siempre las primeras. También dijo que si Míchigan se ha confrontado con las reglas del Comité Nacional Demócrata y hacer sus primarias antes de febrero,  los candidatos demócratas virtualmente hubieran pasado por desapercibido a Míchigan, en favor a otros estados cruciales.